# Hannes Vyoral
Hannes Vyoral (* 1953 in Niederösterreich) ist ein österreichischer Schriftsteller. Er lebt in Wien und in Wallern im Burgenland. Anfang der 1970er Jahre verfasste er erste literarische Arbeiten und war in Literaturgruppen sowie später kulturpolitisch tätig, gemeinsam mit Autoren wie Gerhard Ruiss oder Del Vedernjak. 1981 organisierte er den ersten österreichischen Schriftstellerkongress im Wiener Rathaus.
Von 1982 bis 1991 war Vyoral Geschäftsführer der IG Autorinnen Autoren und Redakteur der Zeitschrift Autorensolidarität. 1989 trat er aus der Grazer Autorinnen Autorenversammlung aus, in der er ebenfalls eine Vorstandsfunktion innehatte. Seit 1999 ist er Vorstands- und Redaktionsmitglied des Literaturkreises und der Literaturzeitschrift Podium. Hannes Vyoral verfasste über 30 Sachbücher und neun Gedichtbände.

## Werke
- 1985 steile bussarde – weiche möwen. Gedichte (mit Nils Jensen). Frischfleisch & Löwenmaul, Wien
- 1989 80 % fett. mein leben mit mayonnaise. Gedichte. Herbstpresse, Wien
- 1991 großer afrikanischer himmel. Gedichte. Herbstpresse, Wien
- 1991 nimm liebe vom abschied im herbst. Gedichte. Grasl Verlag, Baden
- 1992 hasard oder die künstlichkeit der parklandschaft. Edition Blaupause, Wien
- 1994 in der farbe des fehlenden körpers. gedichte auf reisen. Herbstpresse, Wien
- 2001 dicht auf den versen. Lyrikanthologie (Hrsg.), Podium, Wien
- 2003 sommer auf dem ausgeruhten land: gedichte aus dem seewinkel 1998–2002, Grasl Verlag, Baden
- 2004 ostrakoi. Gedichte. Edition Thurnhof, Horn
- 2005 aus der wildnis. Gedichte. Herbstpresse, Wien
- 2008 nur jetzt genau so. gedichte, mit zeichnungen von günther wieland, Edition Weinviertel
- 2013 leichter proviant. gedichte aus dem seewinkel. edition lex liszt 12, Oberwart 2013, ISBN 978-3-99016-045-9.
- 2013 weiß ist gedicht genug. Edition Thurnhof, Horn
- 2013 streulicht. Ausgewählte Gedichte (polnisch-deutsch). Breslau
- 2017 jahrland. kalendergedichte. edition lex liszt 12, Oberwart 2017, ISBN 978-3-99016-129-6.

## Auszeichnungen
- 1976 Arbeitsstipendium der Stadt Wien
- 1977 Stipendium des Landes Niederösterreich für Dichtkunst
- 1979 Nachwuchsstipendium der Österreichischen Bundesregierung
- 1987 Stipendium des Landes Niederösterreich für Dichtkunst
- 1988 Preis beim Linzer Literaturwettbewerb »Bier wörtlich«
- 1999 Projektstipendium der Österreichischen Bundesregierung
- 2000 BEWAG-Lyrik-Preis
- 2002 Förderungspreis des Theodor-Körner-Stiftungsfonds